# Agave cupreata
Agave cupreata är en sparrisväxtart som beskrevs av William Trelease och Alwin Berger. Agave cupreata ingår i släktet Agave och familjen sparrisväxter. Inga underarter finns listade i Catalogue of Life.